# Особняк ван Этвельде
Особняк ван Этвельде — здание в Брюсселе, построенное бельгийским архитектором Виктором Орта в стиле Арт нуво в 1895 г. с последующими пристройками в 1899 и 1901 годах.

## История здания
Здание было построено по заказу Эдмона ван Этвельде (1853—1925), одного из ближайших доверенных лиц короля Леопольда II и ставшего с 1885 по 1906 гг. фактически главным администратором Бельгийского Конго, занимая номинально разные должности. Таким образом, дом создавался для богатого заказчика и должен был совмещать представительские и личные функции. Заказчик хотел подчеркнуть собственные прогрессивные и новаторские взгляды, предложив заказ на строительство дома архитектору Виктору Орта.
Заказчик имел пожелание — сделать большое помещение для столовой, которое Орта блестяще воплотил. Федерация газовой промышленности Бельгии приобрела здание в 1950 году с целью переоборудовать под офисы. При модификации здания ученик Орта архитектор Жан Делэ спас витражи от разрушения и разместил их внутри здания. В 1988 году эти офисы были демонтированы, и крыша восстановлена в первоначальном варианте, предусмотренном Орта. В 2022—2023 гг. в здании проводились восстановительные работы.

## Описание и особенности
Для интерьера Виктор Орта использовал ценные породы дерева из Конго и несколько мотивов, относящихся к Африке. Посетителей в зале встречала мозаика с виноградными лозами. Подобно стеблям растений, изящные колонны поддерживают прожилковый купол, витражи которого изображают стилизованные листья и цветущие стебли, окрашивающие падающий дневной свет. В столовой, украшенной декоративными кустарниками, сохранился рельефный гобелен в охристых, зеленых и коричневых тонах с изображением растений, слонов и звезд.

## Значение
Помимо характерного для Арт нуво и модерна внешнего и внутреннего оформления в здании использовался ряд инновационных для своего времени решений по распределению внутреннего объёма и света в том числе за счет использования стальных балок, металлоконструкций и рассеивающегося света. Новаторской была система вентиляции комнат. Здание с 1971 года внесено в бельгийский список культурного наследия, а с 2000 года внесено в список объектов Всемирного культурного наследия.